# Ladies Buttresses
Die Ladies Buttresses (polnisch Panieńskie Skaly ‚Mädchenfelsen‘) sind Felsvorsprünge auf King George Island im Archipel der Südlichen Shetlandinseln. Sie ragen westlich des Urbanek Crag am Nordufer des Ezcurra-Fjords auf.
Polnische Wissenschaftler benannten sie 1980 zu Ehren der weiblichen Teilnehmer der von 1977 bis 1978 und von 1978 bis 1979 durchgeführten polnischen Antarktisexpeditionen.